# Никольское (город)
Нико́льское — город (с 1990 года) в Тосненском районе Ленинградской области. Административный центр Никольского городского поселения.

## Название
Никольское получило своё название в честь иконы Святителя Николая Чудотворца, привезённой первыми поселенцами, которые в 1712 году поместили её в деревянную часовню.

## История
Деревня на месте города Никольское была основана в 1710 году, когда по указу Петра I под Санкт-Петербург были переселены крестьяне-каменотёсы из внутренних российских губерний, преимущественно из Московской.
В 1717 году деревянная часовня 1712 года постройки была обращена в церковь святого Николая, а деревня превратилась в село.
В 1718 году ввиду тесноты она была разобрана, на её месте была построена новая, также деревянная церковь во имя Святителя Николая Чудотворца.
В 1801 году рядом с деревянной церковью по проекту архитектора Василия Суранова и на пожертвования петербургского купца 2-й гильдии П. С. Рубцова, была построена новая, каменная. Старая церковь была разобрана в 1812 году.

НИКОЛЬСКОЕ — село, принадлежит ведомству Гофинтендантской конторы, число жителей по ревизии: 358 м. п., 354 ж. п.; В оном: Церковь каменная во имя Святителя Николая Чудотворца. (1838 год)

НИКОЛАЕВСКОЕ — село Царскосельского дворцового правления, по почтовому тракту и просёлочной дороге, число дворов — 157, число душ — 400 м. п. (1856 год)

Число жителей села по X-ой ревизии 1857 года: 427 м. п., 456 ж. п..
Новая церковь была перестроена в 1860 году (в 1936 году она была закрыта, и вскоре разрушена).

НИКОЛЬСКОЕ — село владельческое при реке Тосне и колодцах, число дворов — 163, число жителей: 436 м. п., 423 ж. п.; Церковь православная. Волостное правление. Школа. (1862 год)

В 1877 году в Никольском был построен пороховой завод.
Согласно подворной переписи 1882 года в селе проживали 195 семей, число жителей: 512 м. п., 523 ж. п.; разряд крестьян — собственники, а также пришлого населения 12 семей, в них: 27 м. п., 18 ж. п..
Сборник Центрального статистического комитета описывал село так:

НИКОЛЬСКОЕ — село бывшее владельческое при реке Тосне, дворов — 156, жителей — 942; Волостное правление (уездный город в 37 верстах), церковь православная, школа, 8 лавок, трактир. В 3 верстах — пороховой завод. В 13 верстах — дегтярный завод. (1885 год)

По данным Материалов по статистике народного хозяйства в Шлиссельбургском уезде от 1885 года, 58 крестьянских дворов в селе (или 29 % всех дворов), занимались молочным животноводством.
Согласно данным первой переписи населения Российской империи:

НИКОЛЬСКОЕ (ПЛИТНАЯ ЛОМКА) — село, православных — 1168, мужчин — 565, женщин — 615, обоего пола — 1180. (1897 год)

В конце XIX — начале XX века село административно относилось к Никольской волости 1-го стана Шлиссельбургского уезда Санкт-Петербургской губернии.
На землях крестьян села в 1906—1909 годах был построен стекольный завод братьев Франк с домами руководства и рабочих и школой для их детей, а немного позже рядом с ним — хозяйская дача.
- План села Никольское. 1913 год

В 1913 году село Никольское насчитывало 178 дворов.
С 1917 по 1921 год село Никольское входило в состав Никольского сельсовета Никольской волости Шлиссельбургского уезда.
С 1922 года в составе Ивановской волости.
С 1923 года в составе Октябрьской волости Ленинградского уезда.
С февраля 1927 года в составе Ульяновской волости. С августа 1927 года в составе Колпинского района Ленинградской области.
С 1930 года в составе Никольского поссовета Тосненского района.
По данным 1933 года село Никольское являлось административным центром Никольского сельсовета Тосненского района, в который входили 4 населённых пункта: деревни Воскресенское, Захожье, выселок Колхозники и само село Никольское, общей численностью населения 2232 человека.
По данным 1936 года в состав Никольского сельсовета входили 3 населённых пункта, 536 хозяйств и 2 колхоза.
- План села Никольское. 1941 год

Согласно топографической карте РККА 1941 года село насчитывало 410 дворов.
В годы Великой Отечественной войны село было оккупировано. Село было освобождено от нацистских оккупантов 23 января 1944 года.
В июне 1958 года Никольское стало посёлком городского типа, было построено несколько крупных предприятий.
Перед выборами в Совет Союза и в Совет Национальностей Верховного Совета СССР 1962 года в состав никольских избирательных участков были включены деревни Захожье, Пустынка, Белая Дача, посёлки Никольское, Механического завода, торфопредприятия «Гладкое», завода «Ленстройкерамика», станция Пустынка, бывшие деревни Воскресенское, Перевоз.
С 1963 года Никольский поссовет подчинён Тосненскому горсовету.
Перед выборами в Верховный Совет СССР 1966 года в состав никольских избирательных участков были включены деревни Захожье, Перевоз, Воскресенское, Белая дача, Красная дача, Пустынка, посёлки Никольское, Гладкое, завода «Ленстройкерамика», село Никольское, станция Пустынка.
Перед выборами в Верховный Совет СССР 1970 года в состав никольских избирательных участков были включены деревни Пустынка и Захожье, посёлки Гладкое и завода «Ленстройкерамика», село Никольское, станция Пустынка, микрорайоны Перевоз, Воскресенское, Белая дача.
По данным на начало 1990 года посёлок Никольское являлся административным центром Никольского поселкового совета в который входили 5 населённых пунктов: деревни Захожье, Пустынька; посёлки Гладкое, Никольское; посёлок при станции Пустынка, общей численностью населения 17 400 человек. 6 августа 1990 года указом Президиума Верховного Совета РСФСР № 212-1 рабочий посёлок Никольское был отнесён к категории городов районного подчинения.
1 января 2006 года образовано муниципальное образование «Никольское городское поселение», город Никольское стал его административным центром.

## География
Город расположен в северной части района на автодороге 41К-028 (Ульяновка — Отрадное) в месте примыкания к ней автодороги 41К-173 (Ям-Ижора — Никольское).
Город находится на реке Тосна (приток Невы), к юго-востоку от границы Санкт-Петербурга, к северу от райцентра — города Тосно. Расстояние до районного центра — 30 км.
В городе насчитывается 32 улицы. Главной магистралью является Советский проспект. Промышленные предприятия, в основном, находятся в северной части города.

## Демография
| 1838    | 1862    | 1885    | 1897    | 1959    | 1970    | 1979    | 1989    | 1992    |
| ------- | ------- | ------- | ------- | ------- | ------- | ------- | ------- | ------- |
| 712     | ↗859    | ↗942    | ↗1180   | ↗6436   | ↗9458   | ↗13 160 | ↗17 215 | ↗18 100 |
| 1996    | 1998    | 2000    | 2001    | 2002    | 2003    | 2005    | 2006    | 2007    |
| ↘17 700 | →17 700 | ↘17 600 | →17 600 | ↘17 306 | ↘17 300 | →17 300 | ↘17 200 | →17 200 |
| 2008    | 2009    | 2010    | 2011    | 2012    | 2013    | 2014    | 2015    | 2016    |
| →17 200 | ↗17 297 | ↗19 280 | ↗19 300 | ↗19 574 | ↗20 115 | ↗20 485 | ↗21 160 | ↗21 343 |
| 2017    | 2018    | 2019    | 2020    | 2021    | 2023    | 2024    | 2025    |         |
| ↗21 888 | ↗22 286 | ↗22 490 | ↘22 360 | ↘22 355 | ↘21 863 | ↘21 382 | ↘21 186 |         |

На 1 января 2025 года по численности населения город находился на 625-м месте из 1124 городов Российской Федерации. Второй по численности населения населённый пункт в Тосненском районе.

## Экономика

### Промышленность
В городе расположены предприятия по производству кирпича, керамической плитки и труб, керамзитового гравия, фейерверков, химический и машиностроительный заводы. До 1990-х годов к юго-востоку от жилой части города действовал пороховой завод «Сокол». С 2010-х годов работает завод имени М. И. Калинина.

### Связь
Свои коммуникационные услуги для населения предоставляют операторы мобильной связи: «МегаФон», Билайн, МТС, Теле2.
Интернет-провайдеры: «МегаФон», Lentel, NKS, Yota, New-Line Telecom.

## Транспорт
Ближайшие железнодорожные станции:
- Саблино в пос. Ульяновка — на линии Санкт-Петербург — Москва (в 6 км к юго-западу от города)
- Ивановская в г. Отрадное — на линии Санкт-Петербург — Мга (к северу от города)[23].

Через Никольское проходят автобусные маршруты до Колпина (№ 438, 438з, 540), Ульяновки и Тосно (№ 319, 687), Красного Бора (№ 8, 540, К-688). С Санкт-Петербургом город связывают маршруты № 682 (до станции метро «Рыбацкое», запущен вскоре после придания Никольскому статуса города в 1990 году), К-688 (до станции метро «Купчино»)

## Достопримечательности
- Храм во имя святого страстотерпца царя Николая II, выполненный в традициях древнерусского деревянного зодчества[53]
- Церковь Святого Николая Чудотворца
- Военно исторический лагерь и музей под открытым небом ОМИППО «Доблесть» — место проведения военно исторических реконструкций
- Поклонный камень у реки Тосна — в память о погибших военнопленных и жителях Никольского
- Мемориал в честь погибших в Великой Отечественной войне
- Саблинские пещеры
- Мемориальный комплекс «Молитва перед боем», посвящённый 800-летию со дня рождения святого благоверного великого князя Александра Невского[54].

## Фото
- Общий вид города со стороны Красного Бора. 2014 год
- Братская могила советских воинов. 2021 год